# Atimia okayamensis
Atimia okayamensis är en skalbaggsart som beskrevs av Hayashi 1972. Atimia okayamensis ingår i släktet Atimia och familjen långhorningar. Inga underarter finns listade.